# Vivario
Vivario (en cors Vivariu) és un municipi francès, situat a la regió de Còrsega, al departament d'Alta Còrsega. L'any 2004 tenia 503 habitants.

## Demografia
| 1962 | 1968 | 1975 | 1982 | 1990 | 1999 |
| ---- | ---- | ---- | ---- | ---- | ---- |
| 589  | 603  | 703  | 624  | 493  | 509  |

## Administració
| Període   | Identitat            | Partit | Qualitat |  |
| --------- | -------------------- | ------ | -------- |  |
| 2001-2008 | Jean-Pierre Combette |        |          |  |
| 2008-     | Hyacinthe Raffiani   |        |          |  |